# Arthur D. Little
Arthur D. Little (ADL) är världens första managementkonsultfirma, ursprungligen etablerad år 1886 av Arthur Dehon Little, kemist på Massachusetts Institute of Technology (MIT).
Företaget har bland annat haft nyckelroller i utvecklandet av affärsstrategier, operationsanalys, ordbehandlaren, det första syntetiska penicillinet, LexisNexis, SABRE, NASDAQ och Apollo 11. 
Idag drivs företaget som en global, partnerägd managementkonsultfirma med kontor i över 40 städer.   

## Tidig historia
Företaget grundades år 1886 av Arthur Dehon Little, kemist från Massachusetts Institute of Technology, och Roger B. Griffin (Russell B. Griffin), kemist från University of Vermont, som träffades via sin dåvarande arbetsgivare Richmond Paper Company. Deras nya företag, Little & Griffin, etablerades i Boston med ett kontor och laboratorium på 103 Milk Street. Little och Griffin skapade bland annat manuskriptet The Chemistry of Paper Making. Griffin dog år 1893 i en laboratorieolycka.
Några år senare inledde Little ett samarbete med MIT och William Hultz Walker från MIT:s kemiavdelning. Little & Walker varade mellan åren 1900 och 1905, varefter Walker valde att lägga all sin tid på att leda MIT:s nya forskningslaboratorium för tillämpad kemi.
Little fortsatte därefter på egen hand och formellt grundades aktiebolaget Arthur D. Little (ADL) år 1909.
År 1917 flyttade företaget från sin ursprungliga adress på 103 Milk Street till en egen byggnad, the Arthur D. Little Inc., Building, på 30 Memorial Drive intill MIT:s nya campus, som också hade flyttat från Boston till Cambridge. Arthur D. Little Inc., Building registrerades år 1976 bland National Register of Historic Places.